# Сауседо Гуардия, Маурисио
Маурисио Сауседо Гуардия (исп. Mauricio Saucedo Guardia; 14 августа 1985, Санта-Крус-де-ла-Сьерра) — боливийский футболист, полузащитник.

## Клубная карьера
Сауседо Гуардия — воспитанник клуба «Академии Тауичи» (Санта-Крус-де-ла-Сьерра). В 2003 году он подписал профессиональный контракт с «Боливаром». Первый официальный матч в чемпионате Боливии провёл в составе «Ибероамерикана». В 2004 году вступал в «Ла-Пасе Юнайтед». В следующем году Маурисио перешёл в «Сан-Хосе Оруро». В 2007 году стал победителем Клаусуры. В январе 2009 года подписал контракт с «Университарио», выступал в Кубке Либертадорес.
28 февраля 2010 года дебютировал за одесский «Черноморец» и забил первый гол в составе клуба на третьей добавленной минуте. 13 мая 2010 года по истечении срока контракта с «Черноморцем» стал свободным агентом.